# Ržišta
Ržišta  (cyr. Ржишта) – wieś w Czarnogórze, w gminie Danilovgrad. W 2003 roku liczyła 5 mieszkańców.